# 1532 Inari
1532 Inari è un asteroide della fascia principale del diametro medio di circa 28,1 km. Scoperto nel 1938, presenta un'orbita caratterizzata da un semiasse maggiore pari a 3,0040323 UA e da un'eccentricità di 0,0553222, inclinata di 8,78527° rispetto all'eclittica.
L'asteroide prende il nome dal lago finlandese di Inari.